# Dunnet Head
Dunnet Head (gael. Ceann Dùnaid) – przylądek w Wielkiej Brytanii, w Szkocji, w jednostce administracyjnej Highland.
Stanowi najdalej na północ wysunięty punkt Szkocji i wyspy Wielka Brytania. Jest zbudowany z piaskowca. Ma długość ok. 5 km i wcina się w atlantycką cieśninę Pentland Firth. Na jego linii brzegowej znajdują się klify. Jego obszar pokrywa płaskowyż ze wzgórzami o wysokości dochodzącej do 129 m n.p.m..
W 1831 roku wzniesiono na nim latarnię morską.